# Karl-Dietrich Haase

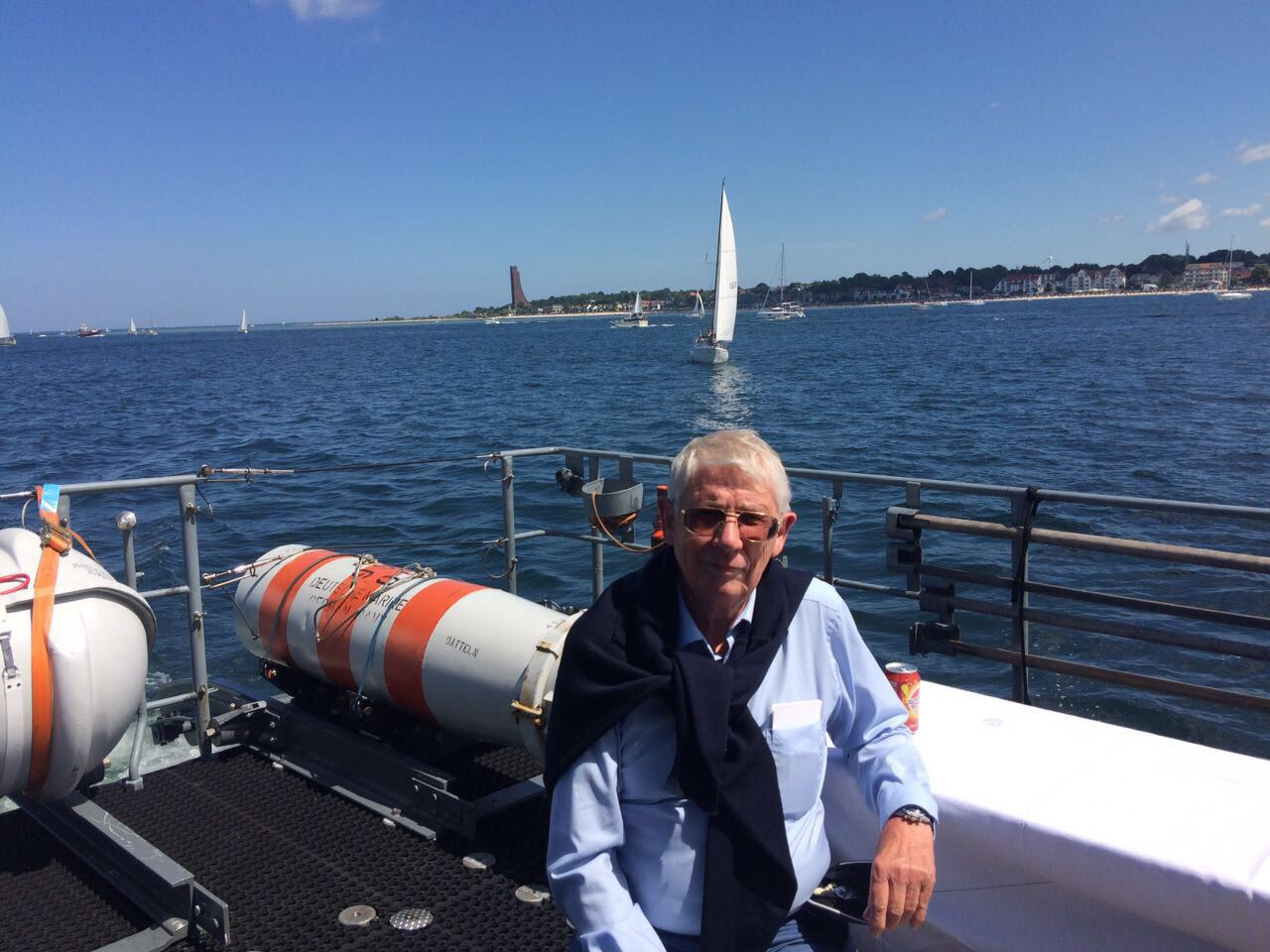
Karl-Dietrich Haase

Karl-Dietrich Haase (* 27. April 1946 in Kiel) ist ein deutscher Verwaltungsjurist und Ministerialbeamter des Deutschen Bundestages.

## Leben
Als Sohn eines Marineoffiziers besuchte Haase das Gymnasium Sylt in Westerland. Nach dem Abitur ging er in der Crew X/67 als Reserveoffizieranwärter (San) zur Bundesmarine. Nachdem er an der Christian-Albrechts-Universität zu Kiel Rechtswissenschaft studiert und den Vorbereitungsdienst absolviert hatte, trat er als Zivilbeschäftigter in die Bundeswehrverwaltung ein. Er begann als Rechtsberater und Wehrdisziplinaranwalt bei der 6. Panzergrenadierdivision und beim Territorialkommando Schleswig-Holstein. Danach war er im Kommando Dezernatsleiter Öffentlichkeitsarbeit und Persönlicher Referent des Präsidenten der Wehrbereichsverwaltung Nord.
Zum 1. Dezember 1986 wechselte er als Ministerialbeamter in die Verwaltung des Deutschen Bundestages. Länger als jeder Vorgänger, von 1991 bis 2006, war er Sekretär vom Verteidigungsausschuss des Deutschen Bundestages. Zum Ministerialdirigenten befördert, wurde er im Mai 2006 Unterabteilungsleiter „Petitionen und Eingaben“ im Petitionsausschuss des Deutschen Bundestages. Im August 2010 wurde er Leitender Beamter und damit Stellvertreter des Wehrbeauftragten des Deutschen Bundestages. Am 5. Juli 2011 wurde er pensioniert.
Haase absolvierte gut 25 Wehrübungen und wurde Kapitän zur See der Reserve. Er engagiert sich im Deutschen Marinebund und sitzt im Vorstand der Deutschen Maritimen Akademie.